# پل پولتنی
پل پولتنی (انگلیسی: Pulteney Bridge) پلی بر روی رود آوون در باث انگلستان است. این پل در سال ۱۷۷۴ تکمیل شد و شهر را به زمین‌هایی که خانواده پولتنی می‌خواستند توسعه دهند، متصل کرد. این پل، که توسط رابرت آدام با سبک معماری پالادیویی طراحی شده، به این دلیل منحصر به فرد است که در دو طرف خود در تمام طول مسیر فروشگاه‌هایی دارد. این پل به عنوان یک بنای فهرست‌شده درجه اول تعیین گردیده‌است.
ظرف ۲۰ سال پس از ساخت آن، تغییراتی برای گسترش مغازه‌ها و تغییر نماها انجام شد. تا پایان سده هجدهم بر اثر سیل آسیب دیده بود، اما با طراحی مشابه بازسازی شد. طی صد سال پس از آن تغییرات در مغازه‌ها شامل اضافه کردن قسمت‌های طره شده در نمای شمالی پل بود. در قرن بیستم، چندین طرح برای حفظ پل و بازگرداندن جزئی آن به شکل اصلی خود اجرا شد و جذابیت آن را به عنوان یک جاذبه گردشگری افزایش داد.
این پل در حال حاضر ۴۵ متر (۱۴۸ فوت) طول و ۱۸ متر (۵۸ فوت) عرض دارد. اگرچه برنامه‌هایی برای عابر پیاده شدن این پل وجود داشته‌است، اما هنوز هم توسط اتوبوس‌ها و تاکسی‌ها استفاده می‌شود. این پل که از آن عکاسی زیادی شده و سرریز زیر آن نزدیک مرکز شهر، یک میراث جهانی، است که به خاطر معماری گرجی خود مشهور است.

## پیش‌زمینه
این پل به نام فرانسیس پولتنی، همسر سر ویلیام پولتنی، بارونت پنجم (ویلیام جانستون)، نامگذاری شده. او یک اسکاتلندی ثروتمند و وکیل و نماینده مجلس بود. فرانسیس سومین دختر نماینده پارلمان و وزیر دولت، دنیل پولتنی (۱۶۸۴–۱۷۳۱) و پسر عموی اول ویلیام پولتنی، ارل اول باث بود. او پس از مرگ ارل در سال ۱۷۶۴ و مرگ برادر کوچکترش هری پولتنی در سال ۱۷۶۷، ثروت و دارایی او را در نزدیکی باث در شهرستان سامرست به ارث برد و نام خانوادگی خود را از «جانستون» به «پولتنی» تغییر دادند. املاک روستایی باث‌ویک که فرانسیس و ویلیام در سال ۱۷۶۷ به ارث برده بودند، در آن سوی رودخانه شهر بود و تنها با کشتی می‌شد به آنجا رسید. ویلیام برنامه‌هایی برای ایجاد یک شهر جدید، که حومه شهر تاریخی باث شود، داشت. اما ابتدا به یک گذرگاه رودخانه‌ای بهتر احتیاج داشت. کار پولتنی‌ها با خیابان بزرگ پولتنی در باث‌ویک یادآوری می‌شود، و Henrietta Street و Laura Place که به نام دخترشان هنریتا لورا جانستون نامگذاری شده‌اند.

## طرح و ساخت
پل پولتنی توسط رابرت آدام طراحی شده‌است. نقشه‌های اصلی او در موزه سر جان سون در لندن نگهداری می‌شود. این پل یکی از تنها چهار پل در جهان است که در دو طرف خود در تمام طول مسیر فروشگاه‌هایی دارد، پل‌های دیگر عبارتند از پونته وکیو در فلورانس و پل ریالتو در ونیس ایتالیا و پل کرمر در آلمان.
طرح‌های اولیه پل توسط توماس پتی ترسیم شد، که برآورد کرد ساخت آن ۴۵۶۹ پوند هزینه خواهد داشت، اما این هزینه شامل مغازه‌ها نمی‌شد. برآورد دوم ۲۳۸۹ پوند، توسط سازندگان محلی جان لوتر و ریچارد رید به دست آمد. این برآورد شامل دو مغازه در هر طرف پل بود، اما قبل از اینکه هوای زمستانی ساخت ستون‌ها را غیرممکن کند، کار شروع نشد. در سال ۱۷۷۰، برادران آدام (رابرت و جیمز) که روی طرح‌هایی برای شهر جدید در باث‌ویک کار می‌کردند، طرح اصلی پتی را تطبیق دادند. رابرت آدام سازه‌ای زیبا و مملو از مغازه‌ها را در نظر گرفت. مشابه پونته وکیو و پل ریالتو که احتمالاً زمانی که از فلورانس و ونیس بازدید می‌کرده دیده‌است. طرح آدام از نزدیکتر طراحی رد شده آندرآ پالادیو برای ریالتو پیروی می‌کرد. پل اصلی ۱۵ متر (۵۰ فوت) عرض داشت که بر اعتراض شورای محلی مبنی بر باریک بودن بیش از حد پل غلبه کرد. این عرض، بیش از ۹٫۱ متر (۳۰ فوت) پهنایی بود که مد نظر پتی بود.

ساخت و ساز در سال ۱۷۶۹ آغاز شد و در سال ۱۷۷۴ با هزینه‌ای بالغ بر ۱۱۰۰۰ پوند تکمیل شد.  سازندگان قسمت پایینی پل سنگ‌تراش‌های محلی با نام‌های رید و لوتر بودند. مغازه‌ها توسط سینگرز و لانکشایر ساخته شدند.

## گسترش
پل پولتنی برای کمتر از ۲۰ سال به شکلی که آدام ساخته بود باقی ماند. در سال ۱۷۹۲ تغییراتی ایجاد شد که طی آن پل به عرض ۱۸ متر (۵۸ فوت) گسترش یافت و مغازه‌ها بزرگ‌تر شدند، بنابراین شانزده مغازه اولیه به شش مغازه بزرگتر تبدیل شدند. سیل‌های سال ۱۷۹۹ و ۱۸۰۰ بخش شمالی پل را که با تکیه گاه ناکافی ساخته شده بود، ویران کرد. یک پل موقت احداث شد و تعمیرات در سال ۱۸۰۴ به پایان رسید. توماس تلفورد پیشنهاد تعویض پل با یک پل تک دهانه از جنس چدن را داد. با این حال، این پل توسط جان پینچ، نقشه‌بردار املاک پولتنی، در نسخه ای کمتر بلندپروازانه از طرح آدام بازسازی شد. مغازه‌داران قرن نوزدهم با تغییر پنجره‌ها یا گسترش آنها با اضافه کردن تیر طره‌ای روی رودخانه، ساختار و ظاهر مغازه‌ها را تغییر دادند. برخی تبلیغات را در قسمت بیرونی مغازه‌های خود نقاشی کردند که بر منظره از رودخانه و گرند پارید تأثیر گذاشت. عمارت غربی در ضلع جنوبی در سال ۱۹۰۳ برای تعریض جاده تخریب شد و جایگزین آن با اصل مطابقت نداشت.

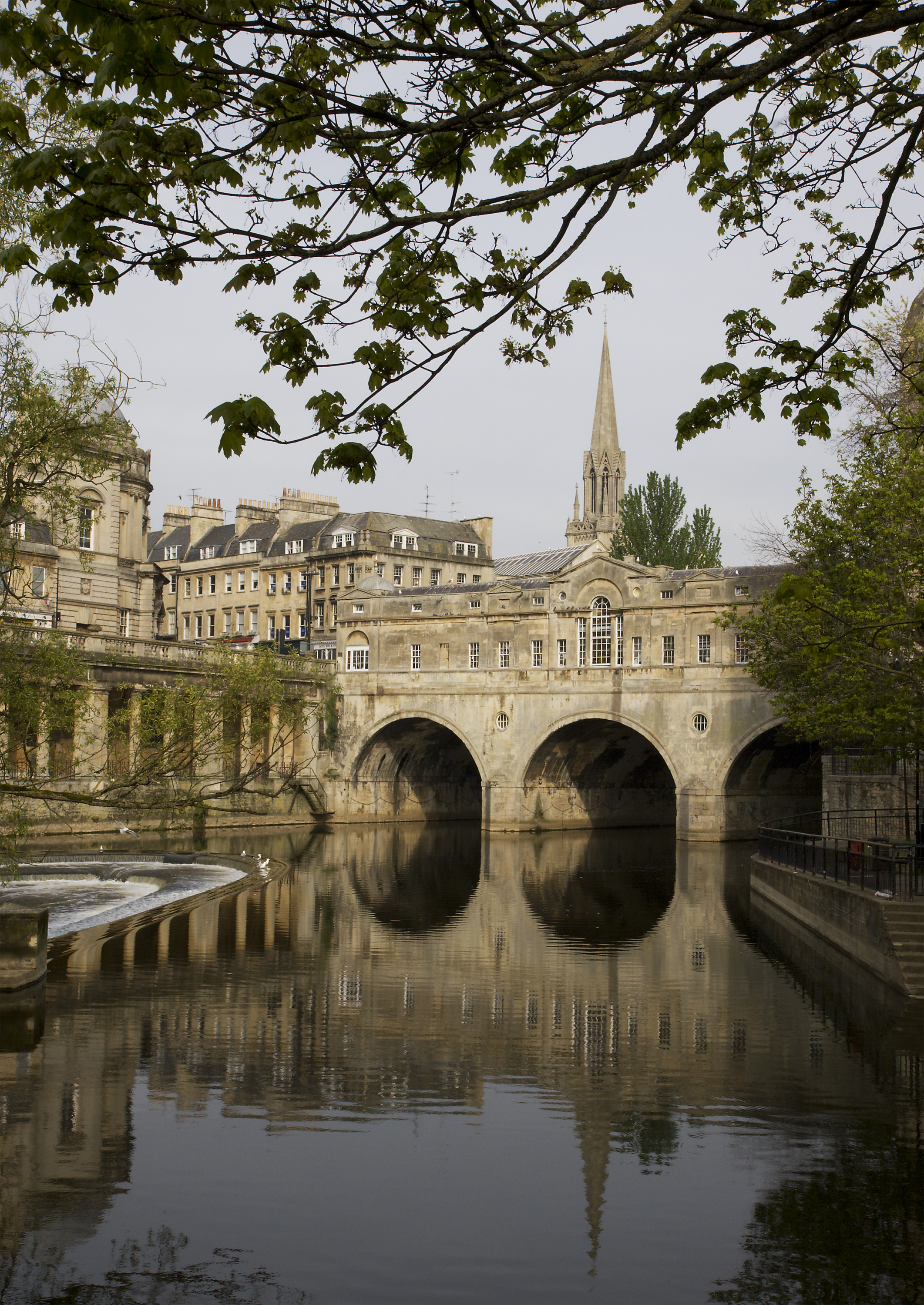
پل پولتنی در سال ۲۰۰۷

در سال ۱۹۳۶ این پل یک اثر باستانی معرفی شد. شورای شهر تعدادی از مغازه‌ها را خریداری کرد و برنامه‌هایی برای بازسازی نمای اصلی طرح‌ریزی کرد، که به موقع برای جشنواره بریتانیا در سال ۱۹۵۱ تکمیل شد. جایگاه این پل به عنوان یک اثر باستانی در سال ۱۹۵۵ با معرفی شدن به عنوان بنای فهرست‌شده درجه یک جایگزین شد. در دهه ۱۹۶۰ کارهای بیشتری برای تعمیر قسمت زیرین توفال هر سه طاق انجام شد. در سال ۱۹۷۵ بازسازی بیشتری در نمای جنوبی خیابان مورد نیاز بود.
در سال ۲۰۰۹، شورای باث و سامرست شمال شرق پیشنهادی را برای بستن رفت‌وآمد موتوری روی پل و تبدیل آن به یک منطقه عابر پیاده ارائه کرد، اما این طرح در سپتامبر ۲۰۱۱ لغو شد. با این حال، به دلیل اینکه بیشترین خط اتوبوس جریمه شده در شهر است، منبع درآمد بزرگی برای شورا باقی مانده‌است.

## معماری

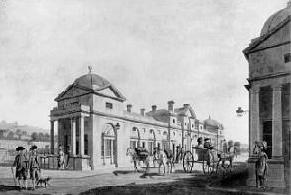
پل پولتنی در سال ۱۷۷۹، اثر توماس ملتون.

این پل دارای یک خیابان باریک است که در دو طرف آن دو ردیف کامل از مغازه‌ها به سبک پالادیویی طراحی شده‌است (حدود سال ۱۷۷۰) همه روی سه طاق مدور با طول مساوی قرار دارد.  مغازه‌های سمت شمالی، امتدادهای پشتی تیر طره‌ای دارند.  در نتیجه، نمای بیرونی شمالی پل نامتقارن، بسیار تغییر یافته و فاقد ارزش معماری است. در حالی که نمای بیرونی سمت جنوبی به وضوح کار رابرت آدام را نشان می‌دهد.

### نمای جنوبی
این نما که از سنگ آهک و به سبک کلاسیک پالادیویی ساخته شده، فرمی شبیه به یک معبد مرکزی با بال‌های متقارن دارد که به دو غرفه یا عمارت انتهایی ختم می‌شوند. ستون‌ها و سرستون‌های ساده از ستون دوریسی به آخورک وسطی برجستگی می‌بخشند. آخورک وسطی توسط دو آخورک کوچک‌تر احاطه شده‌است، هر کدام با یک سنتوری بالای پنجره کوچک نوک‌تیز که توسط ستون‌نماهای‌ کم‌عمق حمایت می‌شوند. این باعث تأکید بیشتر بر سنتوری بالای پنجره شکسته مرکزی واقع در بالای یک پنجره پالادیویی بزرگ - نقطه کانونی ساختمان- می‌شود. در این ضلع جنوبی، این سازه شامل یک طبقه اصلی در سطح خیابان است که توسط یک میان‌اشکوب کوتاه از هم جدا شده‌است. در زیر طبقه اصلی، طبقه‌ای فرعی در سنگ‌تراشی بین دهانه‌های پل ساخته شده است که وجود آن با پنجره‌های نورگیر قرار گرفته به صورت متقارن در زیر طاق هر دهانه مشخص شده‌است. این موتیف چشمی، در مقیاس کوچک‌تر، به صورت متقارن در طبقه نیم طبقه زیر سنتوری بالای پنجره مرکزی تکرار می‌شود. دو غرفه یا عمارت انتهایی، که در واقع برآمدگی‌های کوچکی هستند، دارای گنبدهای گود کم‌عمق هستند که در پشت سنتوری‌های بالای پنجره نوک تیز آنها پنهان شده‌اند. سقف شیب‌دار و از سنگ سیاه ویلز است.

## نمای شمالی
نمای شمالی در مقابل نمای جنوبی، به شدت تغییر کرده و هیچ ارزش معماری ندارد. مغازه‌های اینجا دارای قسمت‌های پشتی تیر طره‌ای هستند و نماها به شدت تغییر کرده‌اند.

## دگرگونی‌ها
اسکله میانی در جریان غربی در سال ۱۸۰۴ بازسازی شد. تغییرات بیشتری در سال ۱۸۹۵ رخ داد، زمانی که غرفه غربی برای ساخت رژه‌گاه بزرگ جابجا شد. ظاهر بنا بار دیگر تغییر کرد که محل کنونی سرریز آب، محل خودکشی ژاور در نسخه سینمایی بینوایان ساخته شد. این سرریزگاه بین سال‌های ۱۹۶۸ تا ۱۹۷۲ به عنوان بخشی از طرح پیشگیری از سیل ساخته شد.  بازسازی‌های بیشتر در سال ۱۹۷۵ انجام شد.

## نگاره‌ها

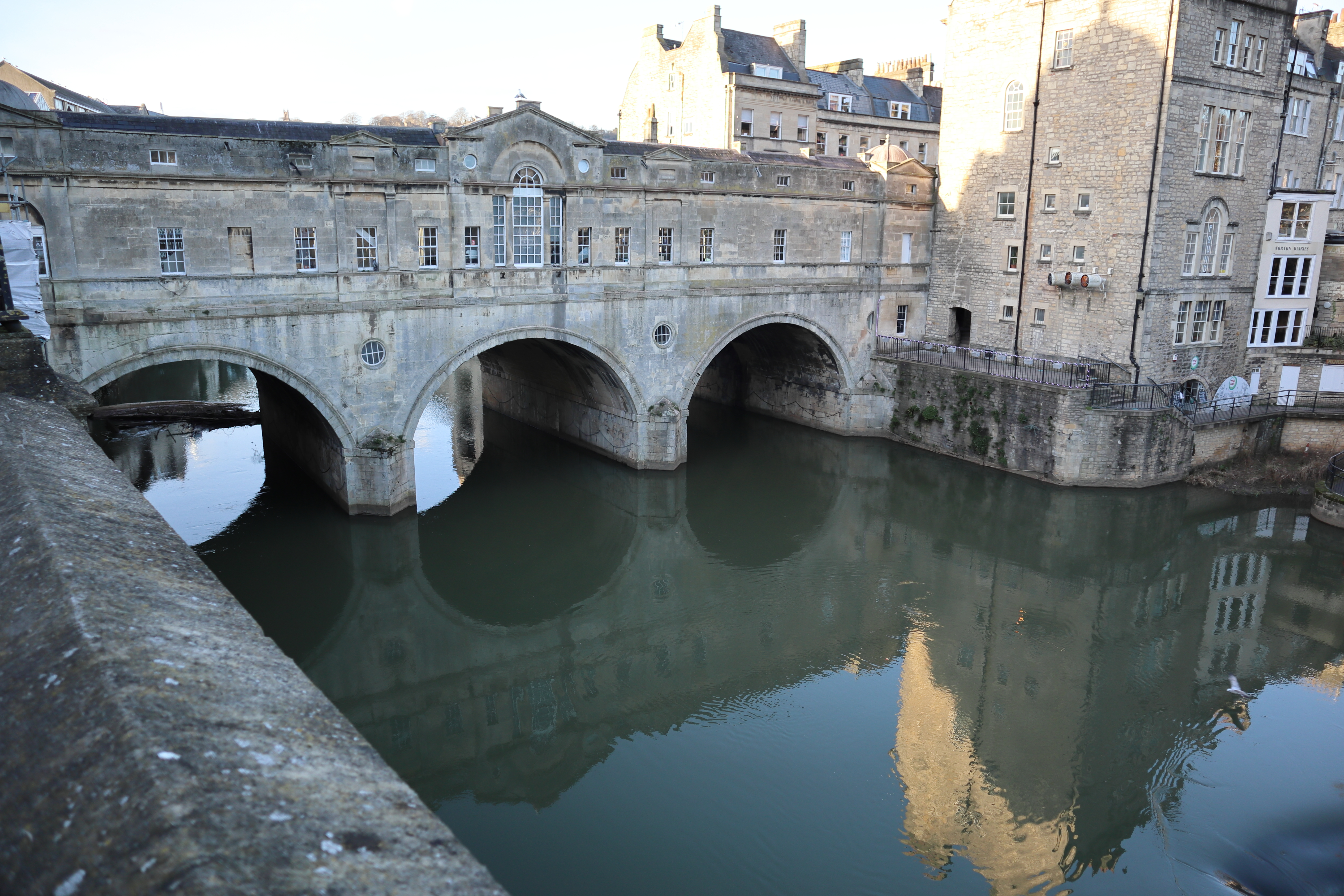
پل پولتنی در سال ۲۰۲۱
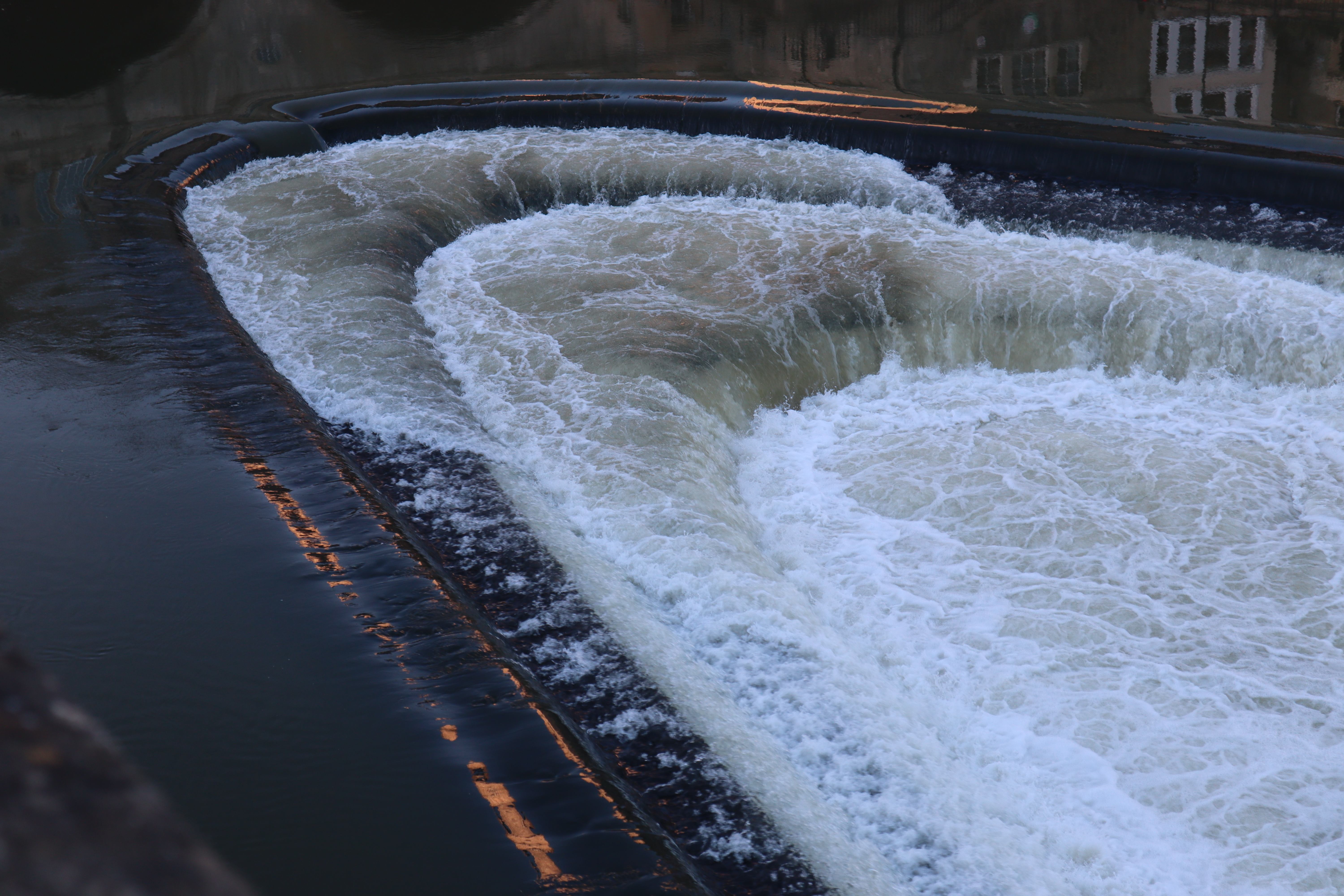
سد نزدیک به پل پولتنی در سال ۲۰۲۱
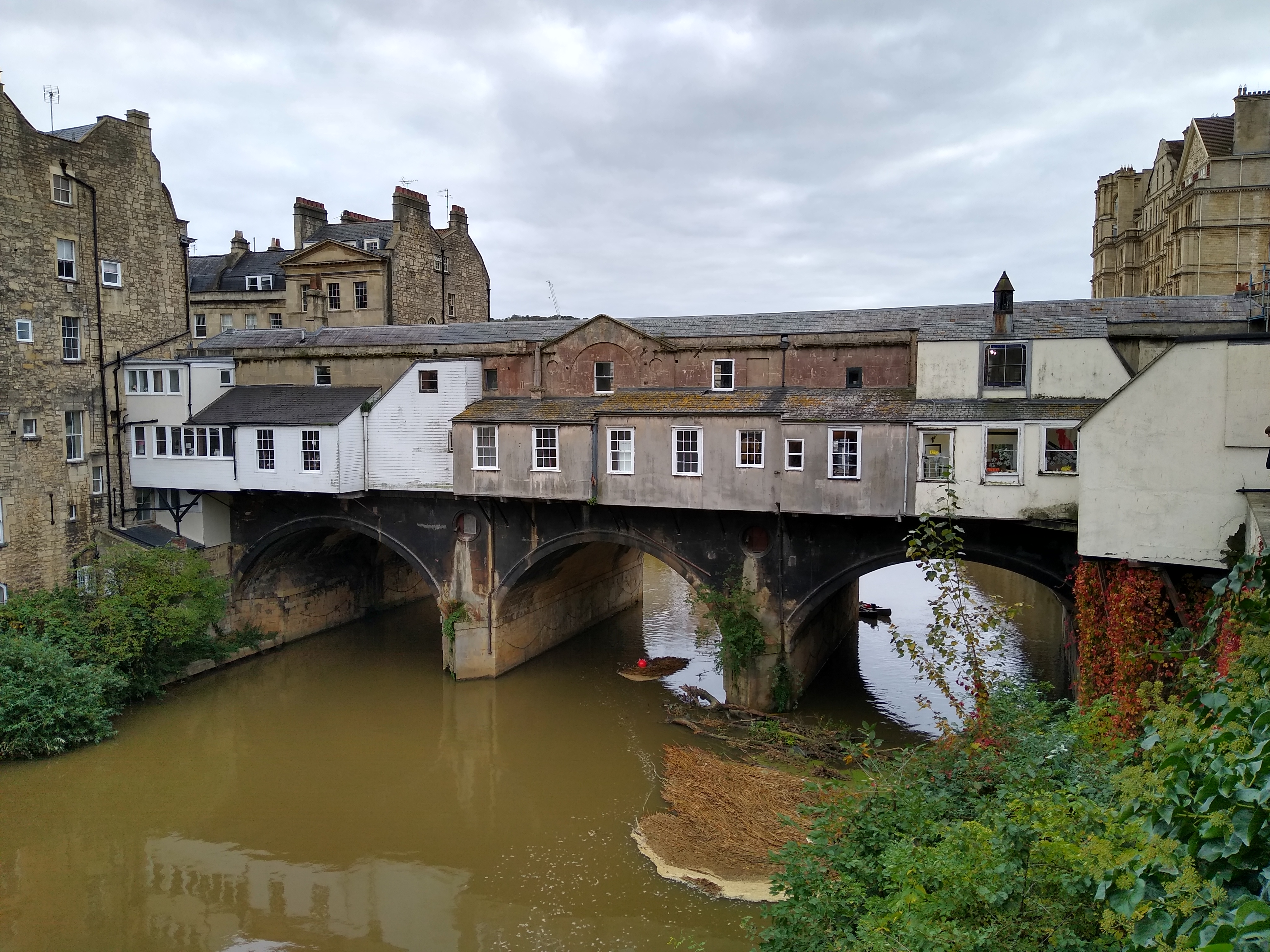
دید شمالی
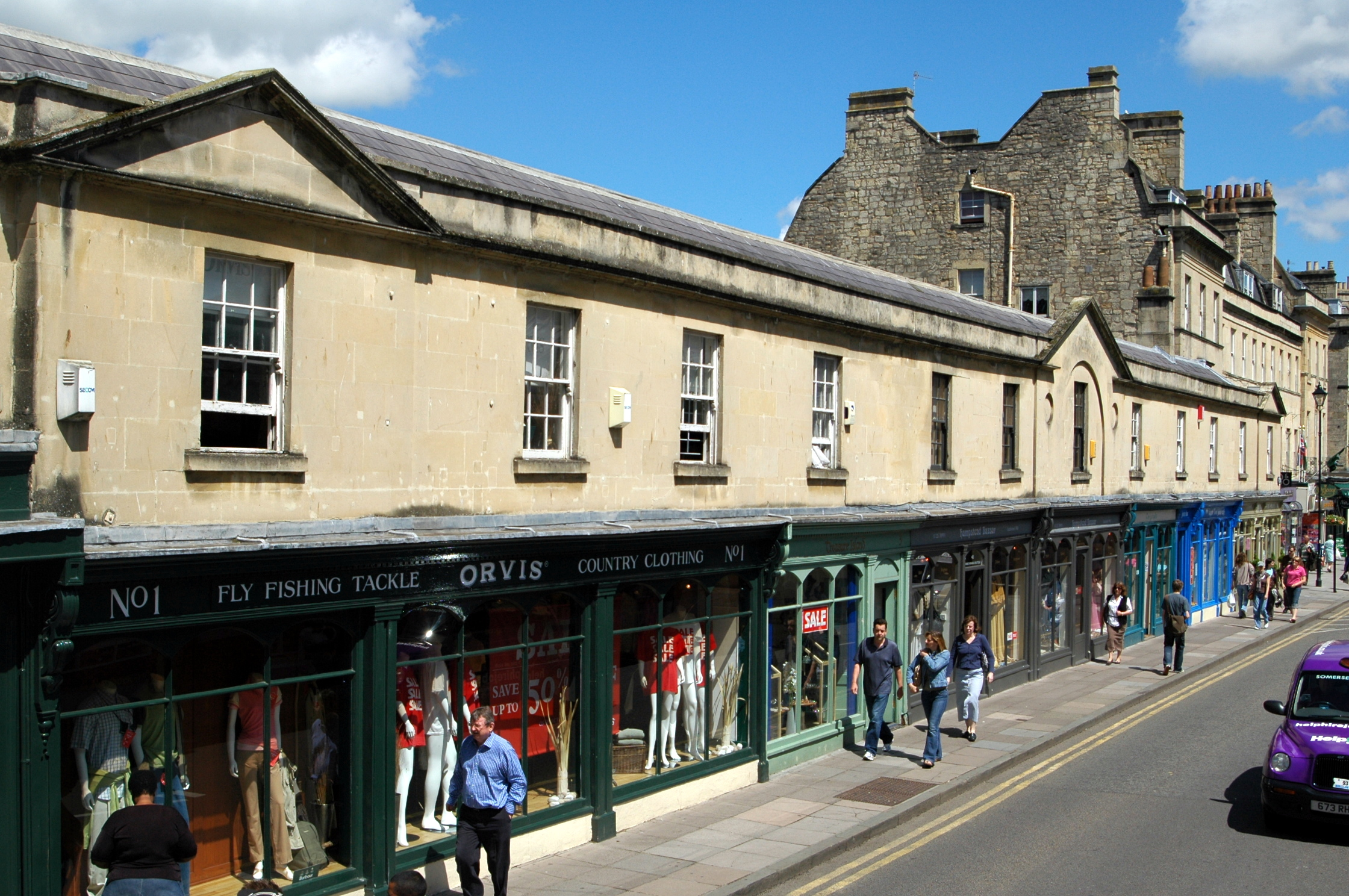
فروشگاه‌های بخش شمالی